# Tifosi

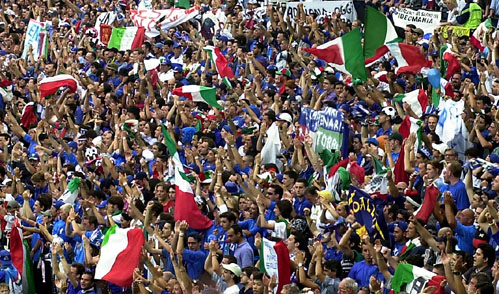
Tifosi da seleção italiana de futebol durante o UEFA Euro 2000

Tifosi (pronúncia [tiˈfoːzi; -oːsi]) é um termo de origem italiana para designar um grupo de torcedores de um time esportivo, relativo principalmente a aqueles que compõem um tifo.

## Etimologia
É erroneamente afirmado que a origem do termo venha "do italiano, em que tifosi significa literalmente aqueles infectados pela doença do tifo, uma referência a alguém agindo de maneira febril". Na verdade, vem do grego antigo “typhos”, que significa fumaça, pois era costume os espectadores dos Jogos Olímpicos Antigos comemorarem as vitórias de seus atletas favoritos reunindo-se em torno de uma fogueira.   A confusão se deve ao fato de que tanto a febre quanto a fumaça compartilham a mesma raiz etimológica, “tifos”.Tifosi é um termo usado para designar um gênero misto ou um grupo exclusivamente masculino; masculino singular é tifoso, feminino singular tifosa, feminino plural tifose.

## Futebol
A palavra é muito utilizada para descrever torcedores de clubes de futebol . Além das muitas torcidas locais na Itália, cujo papel principal é, por exemplo, fornecer um ponto de encontro para torcedores e amigos e organizar viagens fora, desde o final da década de 1960, muitos torcedores italianos contam com grupos organizados em estádios conhecidos como ultras . O objetivo principal é organizar o apoio dos torcedores com bandeiras, faixas, cortinas de fumaça coloridas, sinalizadores, tambores e cantos em uníssono. Para muitas das equipes italianas e europeias, as rivalidades entre cidades, cores, brasões, símbolos e a iconografia geral têm raízes na Idade Média e no início da Renascença.

## Fórmula 1

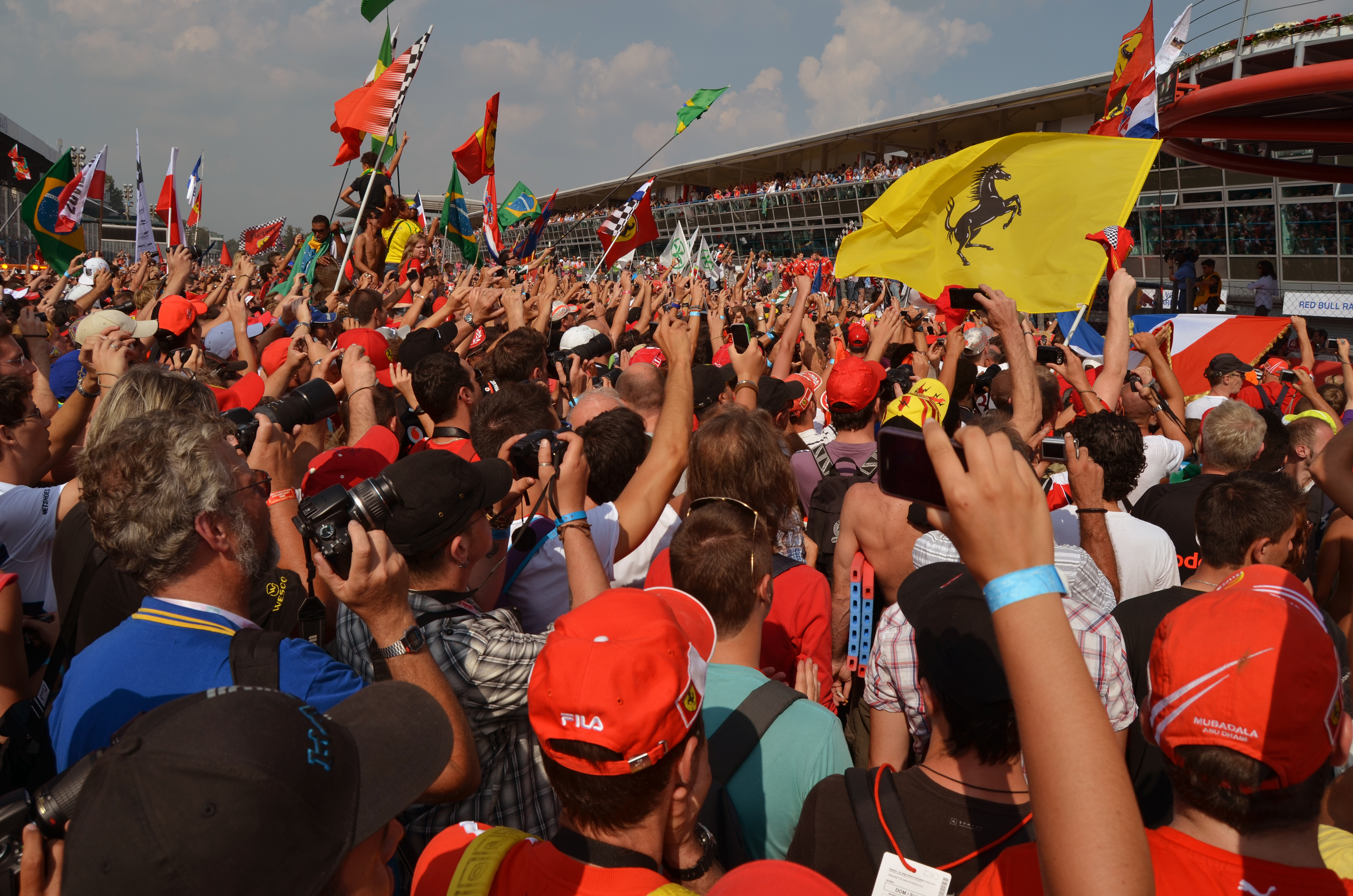
O tifosi da Ferrari no Grande Prêmio da Itália de 2011, Monza

Tornou-se comum usar a palavra “tifosi ” para se referir aos apoiadores da Scuderia Ferrari na Fórmula 1. Os fãs italianos do automobilismo são conhecidos por seu grande apoio e paixão pela Ferrari, embora também tenham sido firmes defensores de outras sucuderias italianas, como Maserati, Lancia e Alfa Romeo .
Os tifosi tradicionalmente fazem notórias aparições no Grande Prêmio da Itália de Fórmula 1, enchendo as arquibancadas do tradicional vermelho da Scuderia Ferrari. Uma das participações tifosi mais comuns é a exibição de uma enorme bandeira da Ferrari nas arquibancadas durante os fins de semana de Fórmula 1 em todos os circuitos de corrida, com contingentes especialmente grandes aparecendo com as cores da Ferrari em casa e nas pistas europeias próximas. Uma visão semelhante pôde ser observada em anos anteriores durante a corrida de San Marino, realizada no Autódromo Enzo e Dino Ferrari, perto da cidade de Imola, 80 km (49,7 mi) a leste da fábrica da Ferrari em Maranello.
Não é incomum que os tifosi na Itália torçam para que um piloto não italiano da Ferrari ultrapasse um piloto italiano de outra equipe pela liderança de uma corrida.  No Grande Prêmio de San Marino de 1983, a multidão em Imola aplaudiu longa e ruidosamente quando o italiano Riccardo Patrese bateu seu Brabham e saiu da liderança da corrida a apenas 6 voltas da linha de chegada, entregando ao francês Patrick Tambay a vitória em sua Ferrari. O próprio Patrese só havia ultrapassado Tambay na liderança meia volta antes.
Um grande aumento na presença dos tifosi em meados da década de 1990 na Fórmula 1 pode ser atribuído diretamente à chegada de Michael Schumacher, que ingressou na Ferrari em 1996, depois de ganhar dois títulos de pilotos com a Benetton, trazendo pessoal importante como Ross Brawn e Rory Byrne . Schumacher dirigiu pela Ferrari até sua primeira aposentadoria no final da temporada de 2006, levando a equipe a seis campeonatos de construtores de 1999 a 2004 e vencendo pessoalmente cinco campeonatos de pilotos.

## Ciclismo
A palavra é comumente usada para descrever fãs à beira da estrada em corridas profissionais de ciclismo de estrada na Itália, como Tirreno-Adriatico, Milão-San Remo, Giro d'Italia e Giro di Lombardia .
Apoiadores apaixonados das equipes e ciclistas italianos são chamados de "os tifosi".